# Emmabrug (Groningen)
De Emmabrug is een brug in de stad Groningen, gelegen in de Diepenring over het Verbindingskanaal. De brug verbindt het Emmaplein, aan centrumzijde, met de Emmasingel.

## Geschiedenis
De Emmabrug werd ontworpen door architect J.H.M. Wilhelm ter vervanging van een draaibrug uit 1880 die niet meer was berekend op het toegenomen verkeer. De Emmabrug ligt hoger dan de oorspronkelijke, omdat al rekening werd gehouden met de afrit van het Emmaviaduct over de spoorlijn Groningen-Leeuwarden dat in de jaren 60 werd gebouwd. De oorspronkelijke brug was in totaal 8 meter breed, de nieuwe basculebrug kreeg een wegbreedte van 15 meter met aan weerszijden trottoirs van 3,50 meter breed. 
De brug werd aangewezen als gemeentelijk monument, onder meer vanwege de cultuurhistorische waarde te vinden in de herkenbaarheidwaarde van het beeldhouwwerk 'Het Verkeerswezen' en vanwege het monumentale karakter van de brug als belangrijke entree naar de stad; als zijnde een bijzondere uitdrukking van een sociaal-maatschappelijke ontwikkeling waarbij de intrede van het gemotoriseerde verkeer, de groeiende verkeersdruk en de daaropvolgende grootschalige vernieuwing van de bruggen het Groninger stadsbeeld in de jaren 50 veranderde en vanwege de architectuurhistorische waarde gelet op de esthetische kwaliteiten van het ontwerp waarbij het verschil in functie tussen het vaste en beweegbare brugdeel in de vormgeving is vertaald; vanwege de zorgvuldig toegepaste materialen als Groninger baksteen, Waalklinkers en natuursteen als Donaugraniet en vanwege het innovatieve karakter van de constructie van de basculebrug, die wordt bewogen met het rolsleufmechanisme van Werkspoor N.V. als uitdrukking van een technische en brugtypologische ontwikkeling.

### Aankleding
De in 1951 ingevoerde percentageregeling gaf ruimte voor een kunstzinnige aankleding van de brug. Beeldhouwer Willem Reijers kreeg de opdracht om de verkeersstroom te verbeelden die elke dag de stad in kwam. Hij maakte een kunstwerk in de vorm van ineengedraaide tandraderen en wielen. Nog voor het beeld in brons kon worden gegoten werd Reijers ziek en overleed. Het werk werd afgemaakt door Wessel Couzijn. Reijers' weduwe onthulde het beeld in 1959.

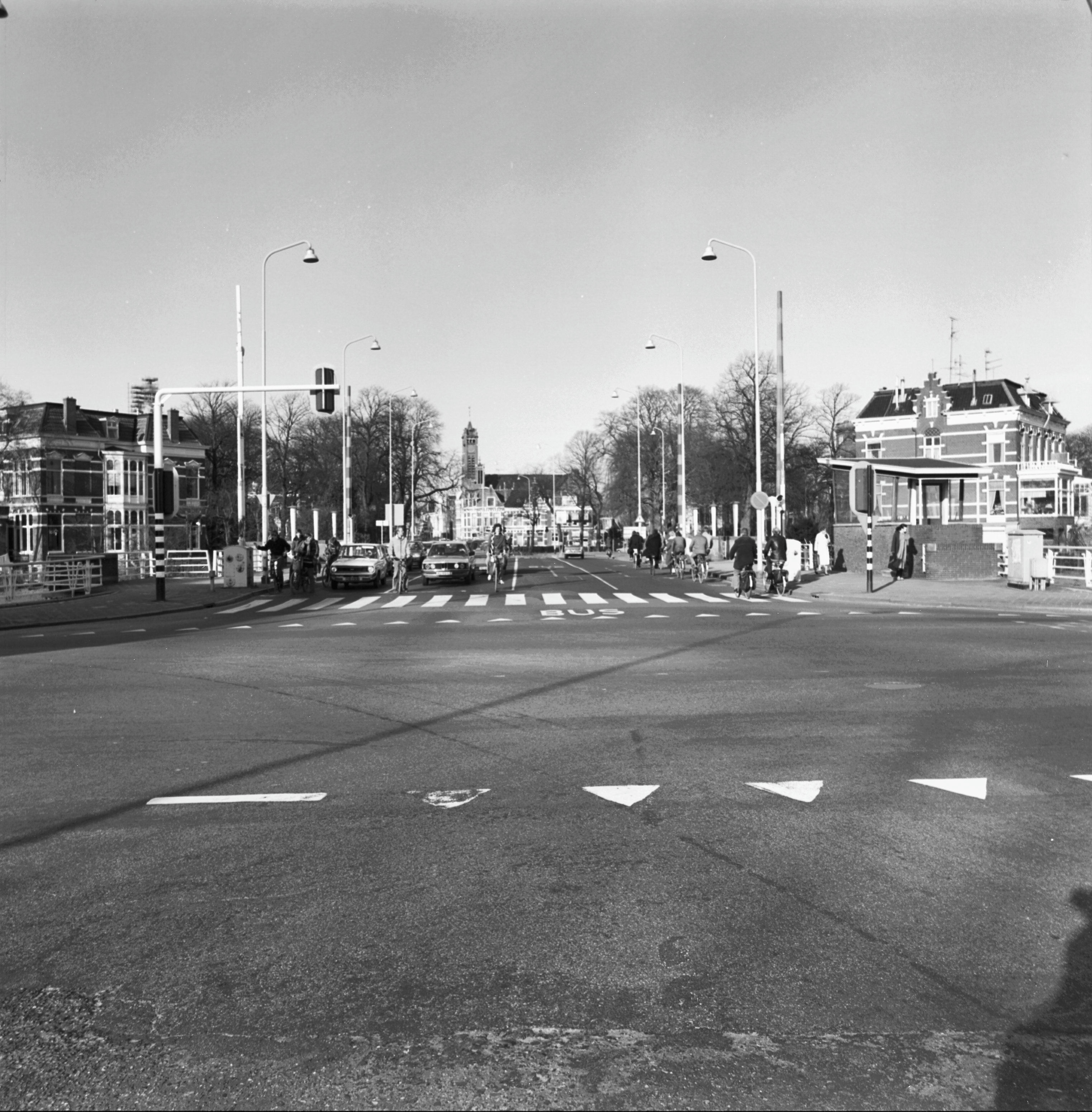
Aanzicht vanaf het Emmaviaduct / Brailleweg in 1980
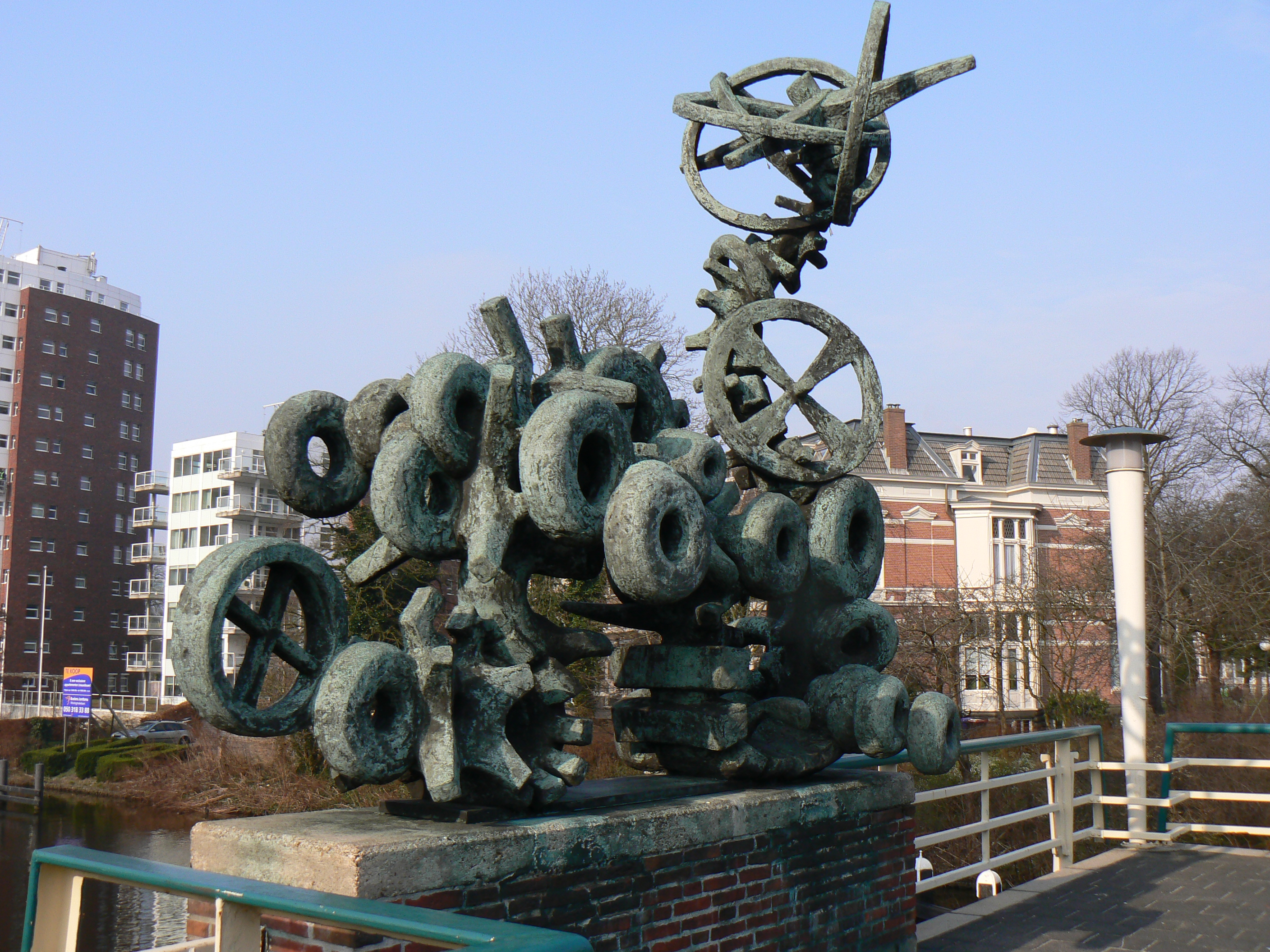
Verkeerswezen van Willem Reijers